# 2055 Dvořák
2055 Dvořák là một tiểu hành tinh vành đai chính với chu kỳ quỹ đạo là 1283.7308299 ngày (3.51 năm).
Nó được phát hiện ngày 19 tháng 2 năm 1974.